# 善惡魔法學院 (電影)
《善惡魔法學院》（英語：The School for Good and Evil）是一部2022年美國青春奇幻片，改編自蘇曼·查艾諾尼的2013年同名小說，講述一對好友被綁架到善惡魔法學院（School for Good and Evil），各自擁有不同命運的兩人友誼也受到了考驗。電影由保羅·費格執導並與瓦内莎·泰勒、大衛·馬吉合作編寫劇本；主演包括蘇菲亞·安·卡魯索、蘇菲亞·韋利、勞倫斯·費許朋、楊紫瓊、傑米·弗拉特斯（Jamie Flatters）、基特·楊、彼得·塞拉菲諾威茨、凯莉·华盛顿及莎莉·賽隆。環球影業最初負責發行本片，之後由Netflix在2020年接手。主要拍攝2021年在贝尔法斯特展開，當年晚期結束。電影2022年10月19日於Netflix全球上線。
媒體和影評家對本片的看法以負面為主，主要稱讚演員陣容和視覺效果，但批評電影的敘事，更將本片和《哈利波特》系列電影對比以凸顯其不足。

## 演員
- 蘇菲亞·安·卡魯索飾演蘇菲（Sophie）
- 蘇菲亞·韋利（英语：Sofia Wylie）飾演阿嘉莎（Agatha）
- 勞倫斯·費許朋飾演校長
- 楊紫瓊飾演艾瑪·阿尼蒙教授（Professor Emma Anemone）
- 傑米·弗拉特斯（Jamie Flatters）飾演泰卓斯（Tedros）
- 基特·楊（英语：Kit Young）飾演拉斐爾（Rafal）
- 彼得·塞拉菲諾威茨（英语：Peter Serafinowicz）飾演育巴（Yuba）
- 凯特·布兰切特配音故事家（Storian）
- 凯莉·华盛顿飾演克拉麗莎·竇薇教授（Professor Clarissa Dovey）
- 莎莉·賽隆飾演雷娑夫人（Lady Lesso）
- 厄爾·凱夫（英语：Earl Cave）飾演霍特（Hort）
- 菲雅·派克斯（Freya Theodora Parks）飾演黑絲特（Hester）
- 黛咪·艾薩克·奧維亞維（英语：Demi Isaac Oviawe）飾演阿內荻（Anadil）
- 凱特琳·阿金佩盧米（Kaitlyn Akinpelumi）飾演達忒（Dot）
- 馬克·希普（英语：Mark Heap）飾演曼利教授（Professor Manley）
- 布里奧妮·史嘉蕾（Briony Scarlett）飾演蕾娜（Reena）
- 琪娜妮·伊祖杜（Chinenye Ezeudu）飾演知念（Chinen）
- 愛瑪·劉（Emma Lau）飾演姬子（Kiko）
- 帕蒂·盧波內飾演多維爾夫人（Mrs. Deauville）
- 羅伯·德萊尼飾演史特芬（Stefan）
- 瑞秋·布魯姆飾演霍諾拉（Honora）
- 蘿西·格雷厄姆（Rosie Graham）飾演米莉森特（Millicent）
- 喬勒（英语：Joelle Joelle）飾演喬勒（Joelle）
- 荷莉·斯頓頓（Holly sturton）飾演碧翠絲（Beatrix）

## 評價
《善惡魔法學院》收穫負評居多，根据評論匯總网站爛番茄汇总的64篇评论文章，36%的评论家给予该作正面评价，平均打分为4.9分（满分10分），觀眾好評度74%，平均3.9/5分。網站共識評論寫道：「演員陣容充滿遊戲性，視覺效果令人眼花繚亂，但深層次的衍生敘事意味著《善惡魔法學校》在講故事方面不合格」。Metacritic根據17條評論，打出加權分數30分（滿分100分），代表「負面評價為主」。

## 外部連結
- 互联网电影数据库（IMDb）上《善惡魔法學院》的资料（英文）
- 在Netflix上觀看《善惡魔法學院》